# Liberty (Carolina do Sul)
Liberty é uma cidade  localizada no estado norte-americano de Carolina do Sul, no Condado de Pickens.

## Demografia
Segundo o censo norte-americano de 2000, a sua população era de 3009 habitantes.
Em 2006, foi estimada uma população de 3031, um aumento de 22 (0.7%).

## Geografia
De acordo com o United States Census Bureau tem uma área de
11,1 km², dos quais 11,1 km² cobertos por terra e 0,0 km² cobertos por água. Liberty localiza-se a aproximadamente 309 m acima do nível do mar.

## Localidades na vizinhança
O diagrama seguinte representa as localidades num raio de 12 km ao redor de Liberty.